# 阿根廷外交

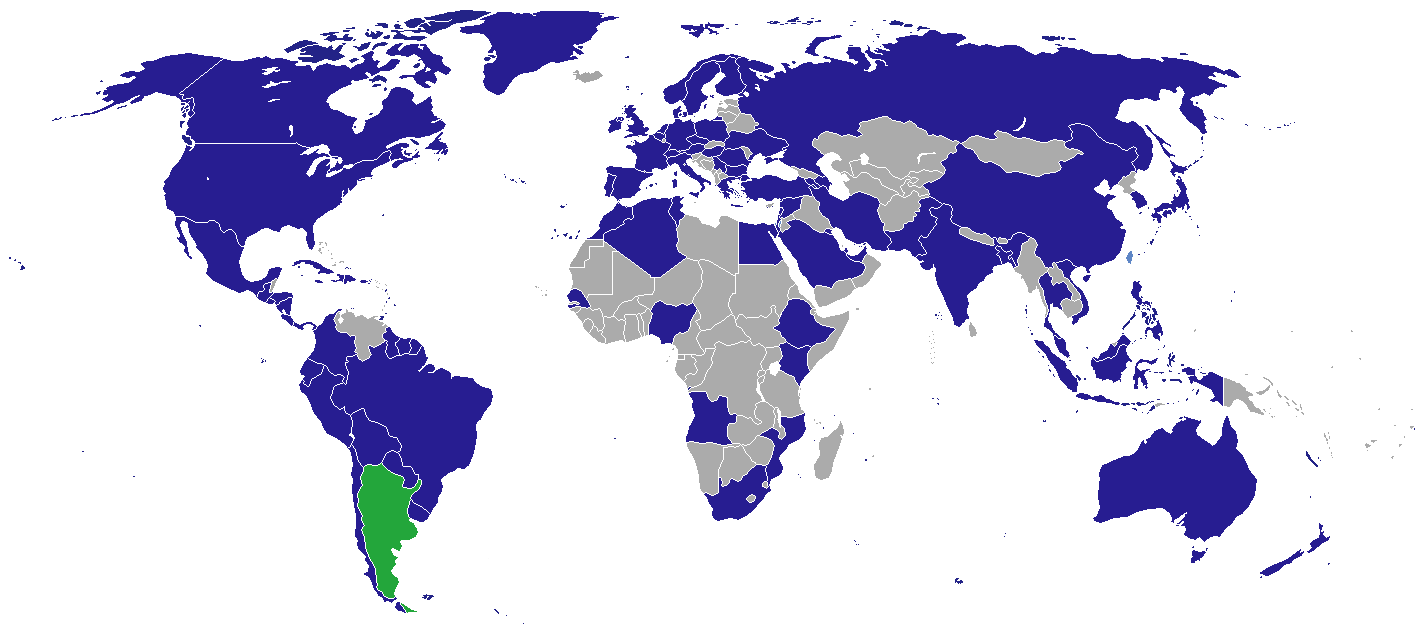
阿根廷设有大使馆的国家

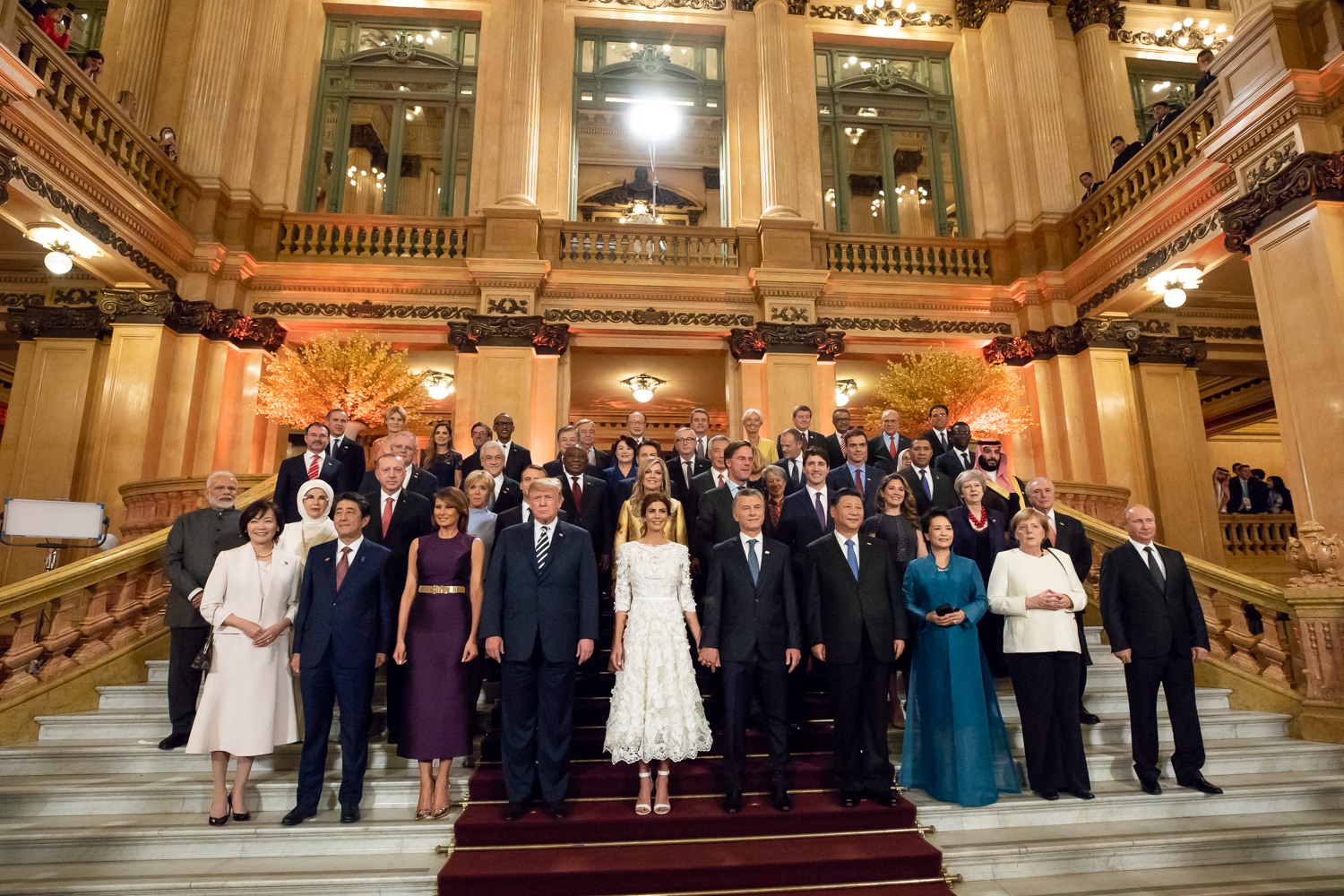
2018年11月30日哥伦布剧院，马克里总统与G20领导人和配偶们的合照

阿根廷外交是阿根廷政府对外的政治、经济、商业、军事、法律、地缘政治和地缘战略等政策的实施。阿根廷长久为南美洲政治舞台的主要参与者，并在国际政治上发挥着重要作用，但其政治倾向与结盟策略随着时间和政府轮替发生众多变化。即便如此，由于阿根廷发展水平相比于其他拉美国家高，因此有着更高的外交主权。
政府内，对外关系由外交、国际贸易和宗教事务部负责。现任外交部长为赫拉尔多·韦尔滕。
阿根廷参与了海地稳定特派团，也为世界各地的维和行动做出贡献。1998年，美国总统比尔·克林顿指定阿根廷为主要非北約盟友。
阿根廷对由英国管理的马尔维纳斯群岛、南桑威奇群島、奧羅拉群島和南乔治亚岛及其周边海域存在主权争端。同样，阿根廷声称在南极洲有近100万平方公里的土地，但未被其他国家承认，只有部分被智利承认。现由于南极条约其主权诉求已被冻结。
2006年间，由于芬兰公司Metsä-Botnia在乌拉圭弗赖本托斯建设木浆厂，阿根廷方面在国际法院起诉乌拉圭，称纸浆厂的设立将污染环境，并且违反了乌拉圭河规约。

## 历史沿革

### 国家组织时期（1853年－1879年）

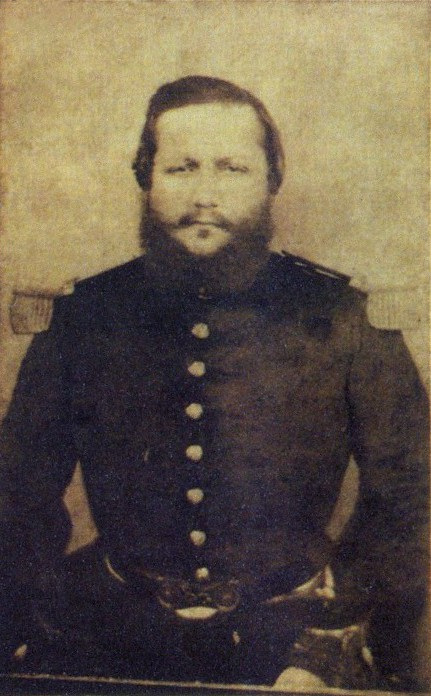
三国同盟战争期间的巴拉圭总统弗朗西斯科·索拉诺·洛佩斯元帅

受19世纪政治环境影响，阿根廷外交向着英国靠拢，前者是阿根廷最大的出口国和投资国，也是在此时阿根廷开始与当时世界上大多数欧洲、美洲和亚洲国家建交。
1865年，巴托洛梅·米特雷自由主义政府期间，在英国外交官爱德华·桑顿推动下，阿根廷、乌拉圭和巴西组成联盟对抗巴拉圭共和國。时任巴拉圭总统弗朗西斯科·索拉诺·洛佩斯是乌拉圭白党和阿根廷联邦党的盟友并在国内实行保护主义政策，不利于英国的自由贸易政策。1870年巴拉圭战败，胜利国瓜分了长期存在的争议地区，如中部查科（阿根廷）和伊文赫马河与卡拉帕河之间的地区（巴西）。阿根廷和巴拉圭之间的查科地区的边界直到1878年美国总统拉瑟福德·伯查德·海斯做出的仲裁才确定。
从1868年起，多明戈·福斯蒂诺·萨米恩托总统时期，受实证主义和自由主义影响，阿根廷政府推动铁路、电报的普及，组织了各级教育系统，促进了欧洲移民。实证主义的热情促使政府参加了在巴黎和伦敦举行的各种“国际展览”，这些展览旨在汇集当时的工业进步，并展示在国际分工和殖民主义下世界各国相连的成果。
1879年，尼古拉斯·阿韦利亚内达执政时，荒漠远征促使了新移民定居，以及英国资本的铁路普及和牛羊养殖。

### 保守共和国（1880年－1916年）

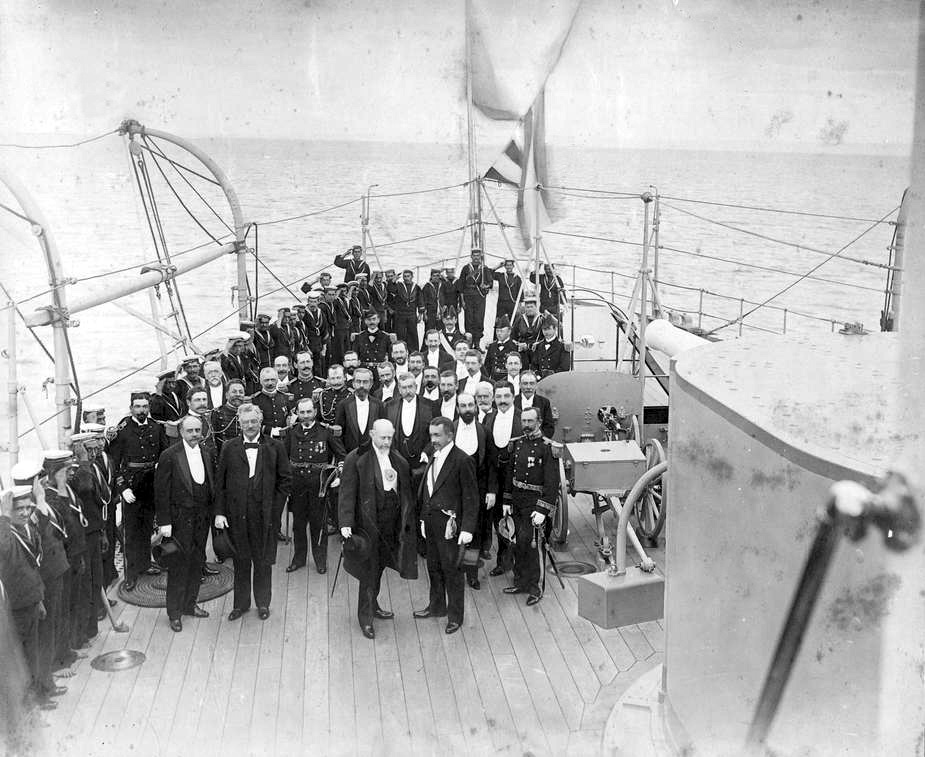
1899年麦哲伦海峡，阿根廷总统罗加和智利总统埃拉苏里斯的拥抱

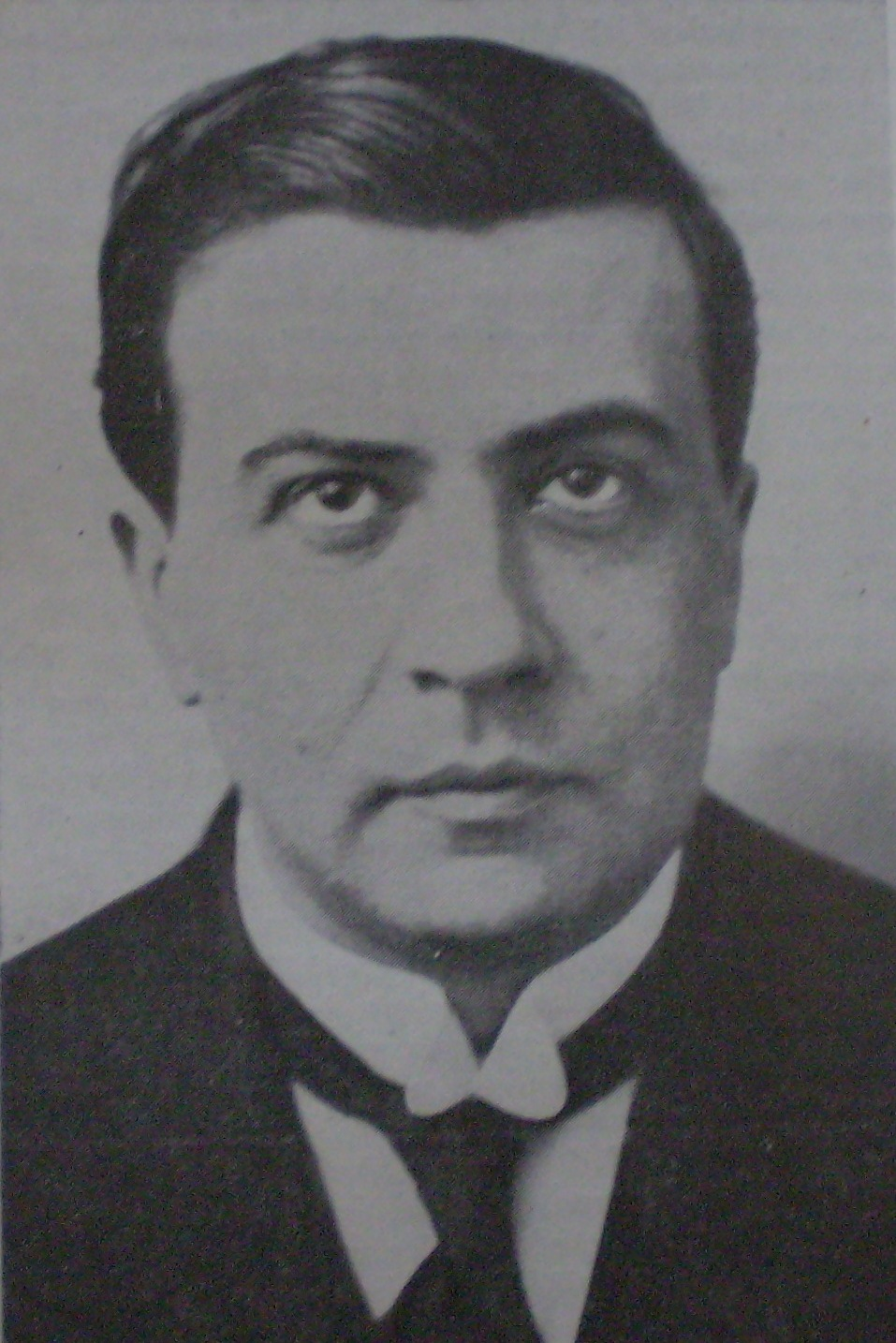
何塞·路易斯·穆拉图外长，提出ABC条约，坚持在欧洲战争期间阿根廷中立

1880年起的各届民族自治党政府，以农牧寡头为主导，阿根廷外交政策更加突出。
阿根廷探险家弗朗西斯科·帕斯卡西奥·莫雷诺和智利专家迭戈·巴罗斯·阿拉纳在1873年至1879年间对巴塔哥尼亚、麦哲伦海峡和火地群岛的一系列地理考察，促使阿根廷于1881年与智利签订边界条约。1896年，由于划界问题，边境问题不得不交由英国仲裁。这情况下，莫雷诺被任命为代表。1899年2月15日，阿根廷总统胡利奥·阿亨蒂诺·罗加和智利总统费德里科·埃拉苏里斯·埃绍伦在麦哲伦海峡会面，世称“海峡拥抱”。最后，临时外交部长何塞·A·特里1902年在智利圣地亚哥签署批准了英国的仲裁结果，但由于阿根廷对智利做出的让步，并且将两国之间的冲突解决方案提交给英国王室，这位外长在阿根廷国内饱受批评。

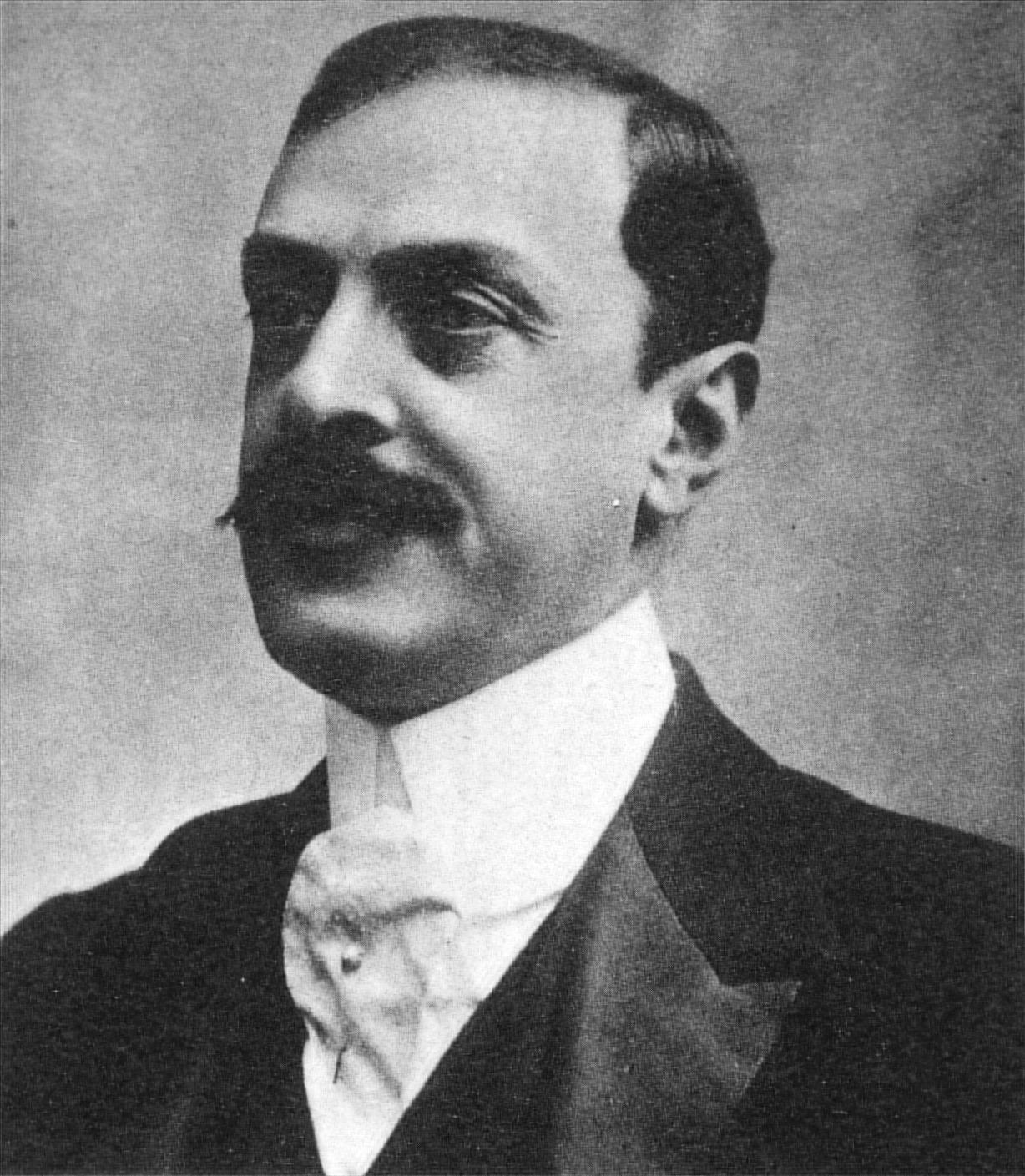
阿根廷外长路易斯·玛丽亚·德拉戈，1902年捍卫了委內瑞拉的主权

1895年，由于美国总统格罗弗·克利夫兰的仲裁，阿根廷与巴西在米西奥内斯的边界被确定。
1902年，胡利奥·阿亨蒂诺·罗加第二届政府外长錯誤：語言代碼「Luis María Drago」不存在，在英德意对委内瑞拉的海上封锁中，捍卫拉丁美洲主权。封锁的原因是西普里亚诺·卡斯特罗总统拒绝支付上述三国的债务所导致的，那次美国没有实行门罗主义，辩称美国不会支持任何因拒绝偿还债务而遭受军事袭击的美洲国家，而是只在这些国家受到欧洲列强以收复和殖民意图才会支持。阿根廷外长以德拉戈主义回应，德拉戈主义称任何国家不得以武力强迫任何美洲国家支付金融债务。
1910年，阿根廷百年庆典间，举行了盛大的庆祝活动，来自所有欧洲大国的使者都有参与，一些驻扎在该国的外国社区制作了纪念那天的纪念碑和礼物。
同样在1910年，由美国赞助的第四届泛美會議在布宜诺斯艾利斯举行，会上决定建立泛美联盟。
在何塞·路易斯·穆拉图担任外长期间，阿根廷、巴西和智利作为调解国避免了1914年美国和墨西哥之间的战争。1915年，阿根廷与巴西和智利签订一个“互不侵犯、协商和仲裁公约”（ABC条约），该条约旨在国际关系的关键时刻维持和平关系，并削弱美国外交对这三个国家（以及拉丁美洲其他国家）日益施加的压力。该条约未在巴西获得批准，而在阿根廷仅由参议院批准，但这三国期举行了多轮磋商。
此外，尽管受到外部压力，穆拉图在第一次世界大战爆发的情况下试图保持阿根廷中立，为在20世纪前半的两次世界大戰的外交政策奠定了基础。
在这一时期末，阿根廷社会主义和民族主义思想家曼努埃尔·乌加特在整个拉丁美洲传播思想，警告美帝国主义日益增长的危险并倡导所有拉丁美洲国家应该联合起来，创造“伟大的祖国”一词。

### 解放革命（1955年－1958年）
1956年4月19日，在佩德罗·尤金尼奥·阿兰布鲁独裁统治期间，阿根廷决定加入国际货币基金组织，并批准布雷顿森林协定。1956年，发生一起令阿根廷外交尴尬的事件，14日凌晨，国家情报局局长多明戈·夸兰塔（Domingo Quaranta）将军指挥20名全副武装人员，突袭海底驻阿根廷大使馆，强行掠出七名寻求政治庇护者。袭击者准备好武器，打算将这些人就地枪决。但是大使夫人特蕾丝·布瑞尔出现并阻止试图这一行为，佩德罗·尤金尼奥·阿兰布鲁右手多明戈·夸兰塔突然将其推开并大喊“-callate negra hija de puta”。布瑞尔夫人通过电话向国际新闻阻止举报这一事件，并联系了海地外交部，要求进行干预，设法挽救了即将被枪杀的庇护者。
2月25日，自称是佩德罗·尤金尼奥·阿兰布鲁军政府的情报人员，在委内瑞拉卡拉卡斯金星街的拐角处放置将一枚炸弹放在胡安·多明戈·庇隆的车辆上。委内瑞拉外交部宣布对本袭击负责的阿根廷大使费德里科·托兰佐·蒙特罗为不受欢迎的人。几天后，阿根廷特工在加拉加斯重新发动了袭击，导致委内瑞拉中央大学法学院附近的五名委内瑞拉人的死亡。马科斯·佩雷斯·希门内斯指责阿根廷干涉内政并与之断交。
在巴拿马，有人试图刺杀庇隆。国民警卫队派人保护庇隆。1955年末，巴拿马国民警卫队发现一系列企图暗杀庇隆的雇佣兵，最后这些计划失败而这些雇佣军被驱逐出境，引发与阿根廷的严重外交危机。

### 阿图罗·弗朗迪齐政府（1958年－1962年）

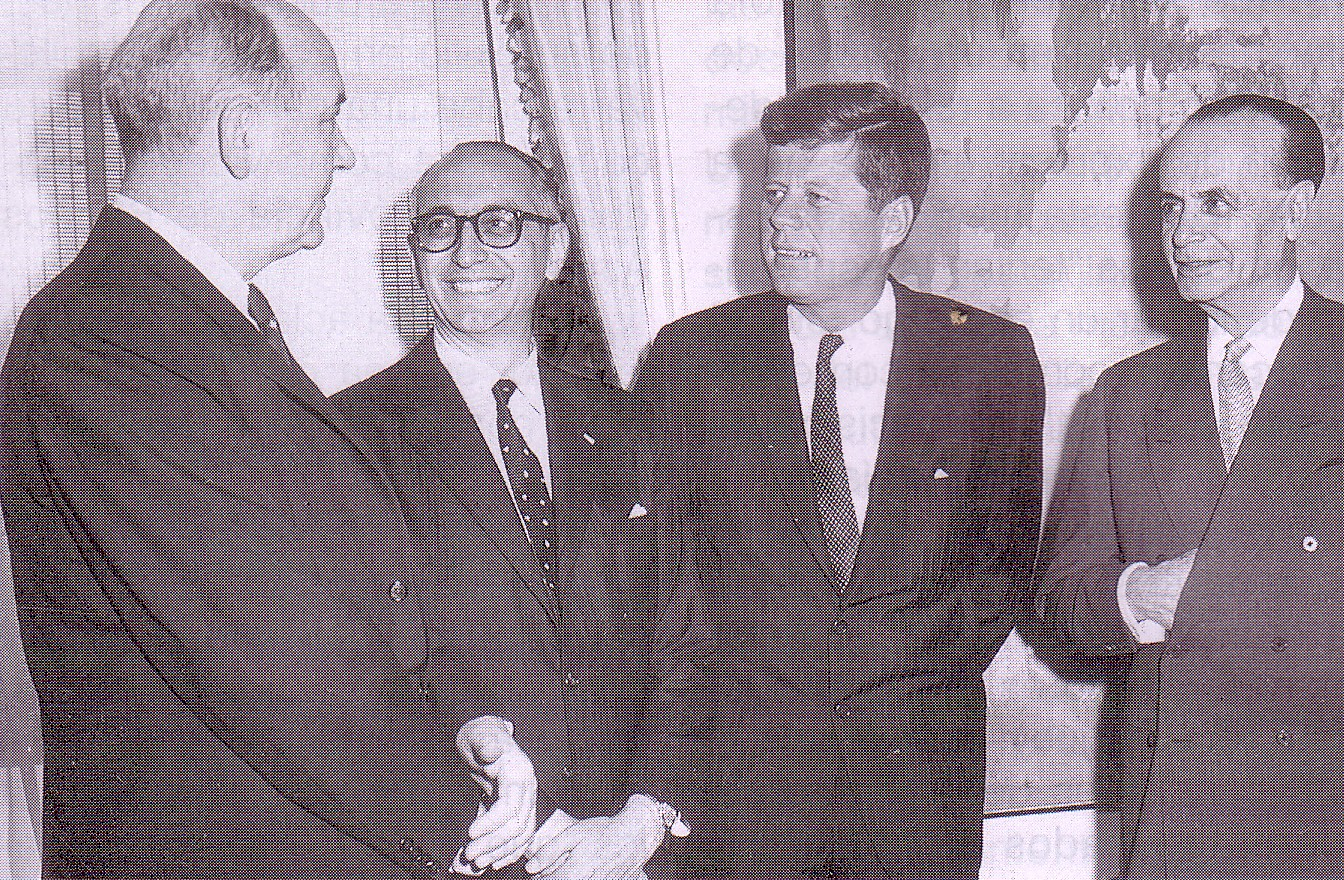
弗朗迪齐与肯尼迪，1961年美国

阿图罗·弗朗迪齐和那个时代其他著名的拉丁美洲总统（如委内瑞拉的罗慕洛·贝坦科尔特、巴西的雅尼奥·夸德罗斯）是發展主義的著名人物，他参加了1961年1月在埃斯特角城的美洲国家组织会议，并加入了美国总统约翰·肯尼迪的争取进步联盟。
弗朗迪齐与世界各国保持着良好关系。1958年间，他外出访问世界各国。1959年4月访问了乌拉圭、巴西、智利和秘鲁首都。1961年他在乌鲁瓜亚纳与巴西总统雅尼奥·夸德罗斯会面，旨在协调共同政策和经济项目。最后与巴西签订多项边境条约。但不疯军人对此表示不满，由于夸德罗斯曾会面过切·格瓦拉。
弗朗迪齐加大外资以开采石油，与入驻该国开采石油的美国石油公司签订合同。阿根廷石油产量增加了两倍，从而实现自给自足。
1960年2月，美国总统德怀特·艾森豪威尔访问阿根廷。双方签署《巴里洛切宣言》（旨在保护国家公园），来提高美洲国家的生活水平。

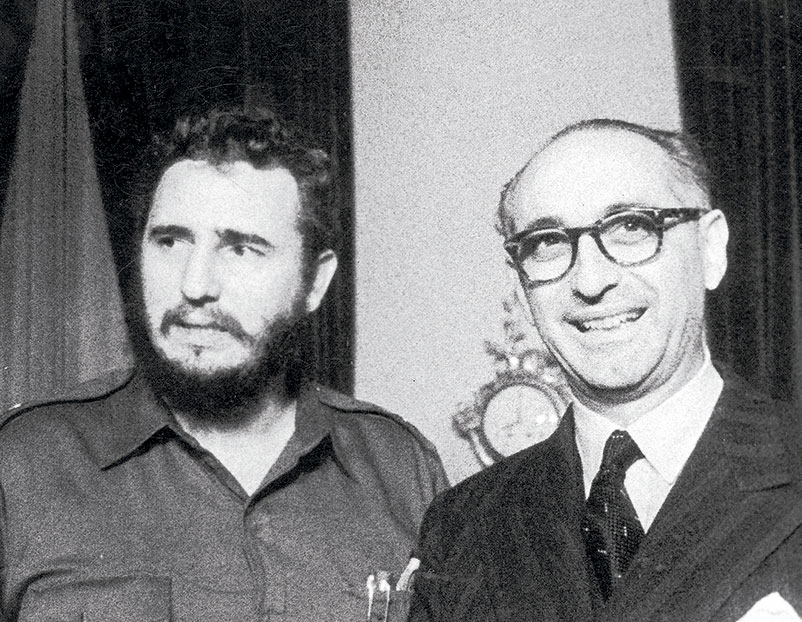
1959年，古巴总理菲德尔·卡斯特罗和阿根廷总统阿图罗·弗朗迪西在布宜诺斯艾利斯会面。

按照阿根廷外交部的传统立场，弗朗迪齐试图推行以“不干涉”和人民自决为基础的外交政策。在1961年埃斯特角会议上，阿根廷外交部长米格尔·安赫尔·卡尔卡诺反对将古巴排除在美洲体系之外。会后，弗朗迪齐在奥利沃斯官邸接待了古巴代表，阿根廷人切·格瓦拉。部分人称，这次接待是他被军事政变推翻的促成因素，实际上决定因素是允许庇隆主义者在1962年省级选举中参选，导致军方不满。
1961年，弗朗迪齐访问美国以寻求帮助拉丁美洲发展的承诺。这是阿根廷历史上，首次有阿根廷总统前往该国。出于同样的目的，签署创立拉丁美洲自由贸易协会的蒙得维的亚条约。在古巴导弹危机中，他试图成为两国之间的调解人，但由于军事压力，被迫与哈瓦那断交。
他强化与亚洲和不结盟运动国家的关系，接待了印度尼西亚总统苏加诺和以色列外长果尔达·梅厄，并曾出访亚洲国家，在泰国会见了泰王普密蓬，在印度会见了总理贾瓦哈拉尔·尼赫鲁。另一个重要事件是1961年意大利总统乔瓦尼·格隆奇的访问。

### 阿图罗·翁贝托·伊利亚政府（1963年－1966年）

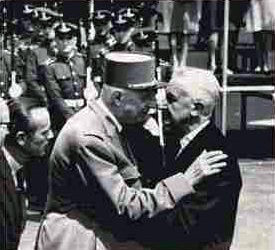
1964年10月，伊利亚接见法国总统戴高乐。

在阿图罗·翁贝托·伊利亚执政期间，取消了有利于美国公司的石油合同。
1965年12月16日，联合国通过联合国大会第2065号决议，认可联合王国与阿根廷在福克兰（马尔维纳斯）群岛上有着主权争执。时任阿根廷驻联合国大使（后被任命为驻苏联大使）卢西奥·加西亚·德尔索拉与特别大使博尼法乔·德尔卡里尔是该决议的主要推动者之一。这项决议被认为是伊利亚政府的外交胜利。
1964年，伊利亚政府提议通过去殖民化运动和联合国的压力下，迫使英国坐到谈判桌前，从而取消英国通过自决权来维持现状。该项决议受到双方明确接受，1966年1月，两国的外交部长在布宜诺斯艾利斯会晤，表示维持第2065号决议，开始主权移交谈判，直到1982年中断。

### 阿根廷革命（1966年－1973年）
在军事独裁期间，市场得到了解放，为大型国际垄断企业进入该国提供了便利。另一方面，亞歷杭德羅·阿古斯丁·拉努塞与中华人民共和国建立外交关系。在担任总统期间，加强了与拉丁美洲国家的关系。

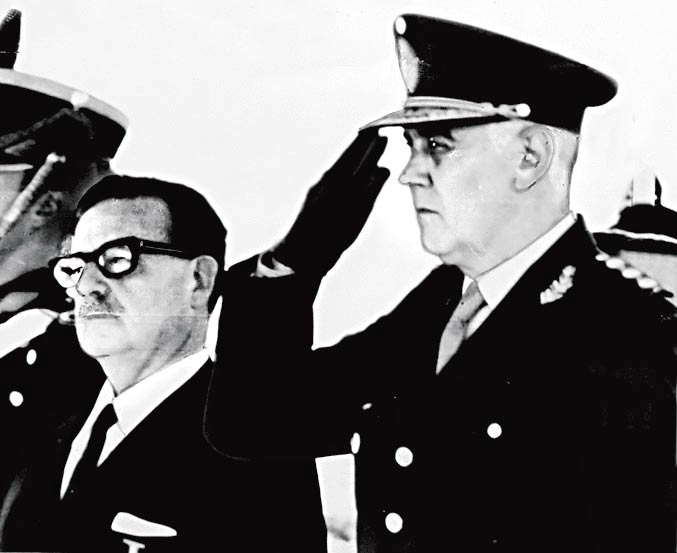
智利总统萨尔瓦多·阿连德与亞歷杭德羅·阿古斯丁·拉努塞

### 庇隆第三任政府（1973年－1976年）
1973年5月25日，古巴总统奥斯瓦尔多·托拉多和智利总统萨尔瓦多·阿连德出席了埃克托尔·何塞·坎波拉总统就职典礼。
坎波拉恢复了与古巴的关系，并通过经济部长何塞·贝尔·格尔巴德，签署了向该国供应食品和工业产品协议，这违反了美国的禁运。庇隆委托格尔巴德送一封信给菲德尔·卡斯特罗。坎波拉的临时继任者劳尔·阿尔韦托·拉斯蒂里向该国提供了2亿美元的贷款。坎波拉、拉斯蒂里和庇隆政府多次通过各种多边渠道要求将古巴重新纳入美洲体系。1974年4月，外交部长阿尔贝托·维涅斯在联合国大会第六届特别会议和第三届美洲国家组织大会上，批评1962年对古巴的制裁，称其为拉美国家的“障碍”，在意识形态多元化为特征的世界背景下，这种异常情况毫无意义。
1973年10月胡安·多明戈·庇隆第三次就任总统之后，阿根廷共和国成为不结盟运动的一部分，并参与拉丁美洲一体化事务。庇隆政府试图和其他国家组建一个反帝国主义国家集团，其中包括智利的萨尔瓦多·阿连德、秘鲁的胡安·贝拉斯科·阿尔瓦拉多、厄瓜多尔的何塞·马里亚·贝拉斯科·伊瓦拉和巴拿马的奥马尔·托里霍斯。根据巴拿马记者对庇隆本人的采访，庇隆最初与托里霍斯进行书信交流，并于1974年1月接见了他，在那里他们讨论了“拉丁美洲的问题”。
同样是1974年月，庇隆派社会福利部长何塞·洛佩兹·雷加前往利比亚执行外交任务，并会见了穆阿迈尔·卡扎菲。最终签署了多项合作协议，涉及经济、技术和文化领域。同年2月，政府用相纸，以西班牙文和阿拉伯文，印制了一份名为“阿根廷驻利比亚使团”的小型出版物，简要介绍了访问结果和签署的条约。
庇隆谴责1973年9月针对阿连德的政变，称其为“大陆的悲剧”，并补充说皮诺切特政权“代表了我们所知道的利益”，意指美国。总统拉斯蒂里颁布令阿连德总统的逝世哀悼三天。正义党领导人将阿连德政府描述为“匆忙”的革命进程带来不便的例子，显示逐步和平地引导的必要。

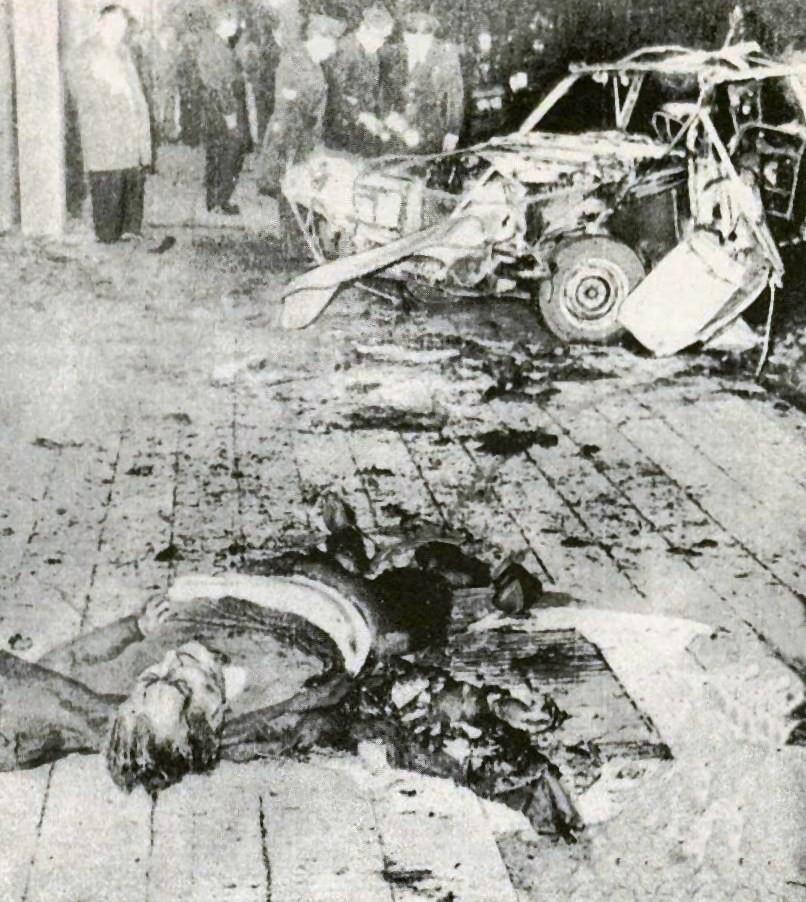
1974年9月，庇隆死后三个月，尽管受到保护，卡洛斯·普拉茨将军还是被智利国家情报局 (智利)的汽车炸弹暗杀。

阿根廷政府向政变推翻阿连德政权后流亡的卡洛斯·普拉茨将军提供政治庇护，而庇隆也开始与他通信。
庇护还授予玻利维亚总统胡安·何塞·托雷斯，乌拉圭白党与广泛阵线领导人（如威尔森·费雷拉·阿尔杜纳特和泽尔玛·米凯里尼）提供政治庇护。
1973年11月，与乌拉圭的錯誤：語言代碼「Juan María Bordaberry」不存在签订了《拉普拉塔河条约》并继续修建大萨尔托水电站。但这个时期，与巴西的关系一直很紧张，主要是阿根廷反对伊泰普水电站的建设。
与智利保持友好关系，但随着阿连德被推翻而恶化。在阿连德执政期间，临时总统拉斯蒂里决定在马兰比奥站庆祝空军日，这导致智利外交部和“祖国与主权”委员会（由前军人和议员组成）将这一行为描述为“明显侵犯智利南极洲主权”。
1974年4月，庇隆给皮诺切特写了一封信，表示他希望限制两国之间的军备竞赛。他还提到了拉丁美洲国家元首峰会的提议，以“一劳永逸地开始拉美大陆一体化”。1974年5月，庇隆与皮诺切特在莫龍機場会见。双方签署了关于两国在南极大陆主权的联合声明，并附有关于海陆交通和科技合作的三项协议。当皮诺切特回到智利时，他告诉亲信，由于流亡的普拉茨将军对阿根廷政府的影响，与阿根廷总统的会晤失败了。
1973年12月，政府提出了“解放和国家重建三年计划”，其中提议“将经济活力从外国垄断企业转移到整个国家生产部门、政府和民族企业家”。

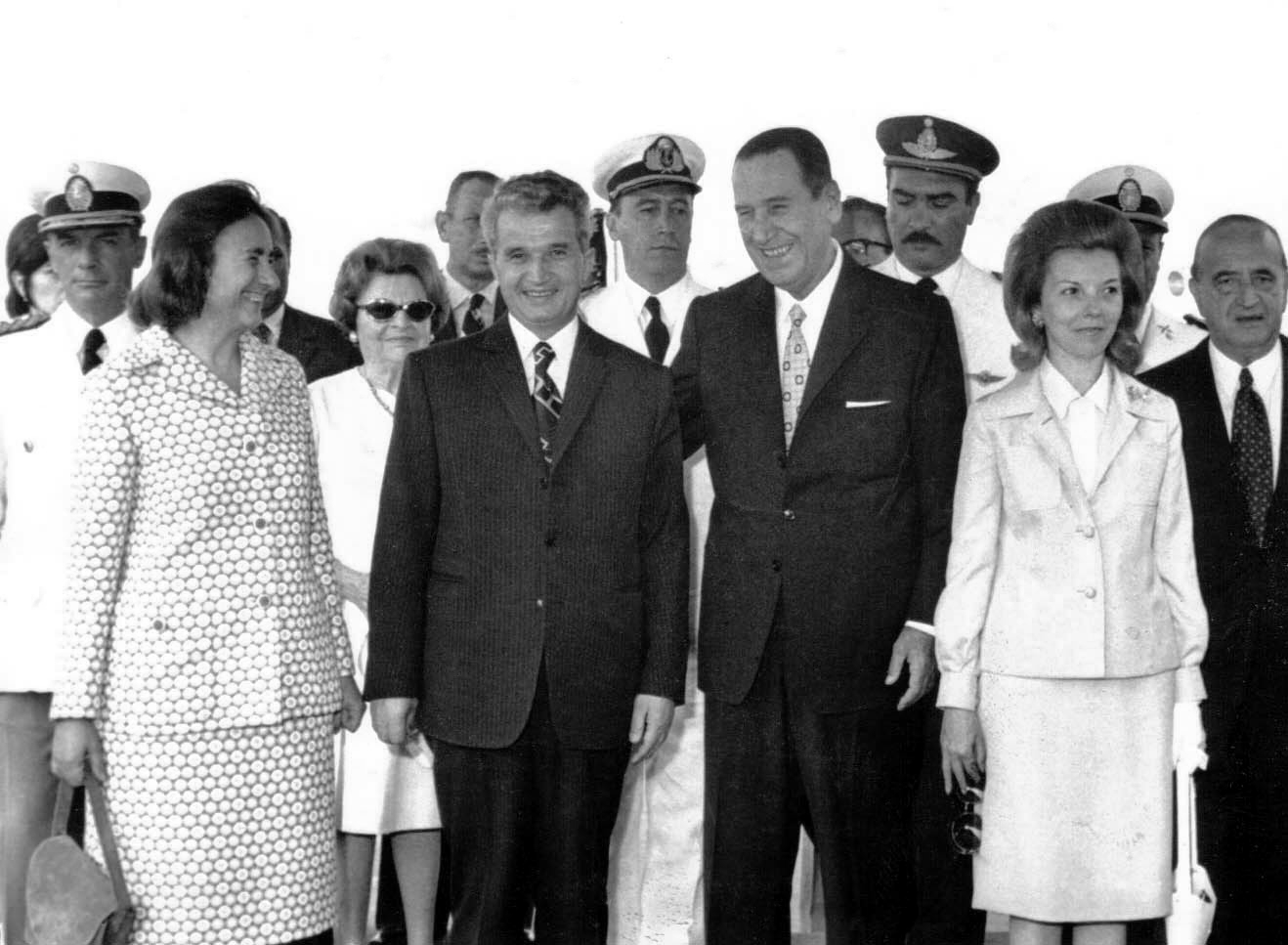
1974年，阿根廷总统胡安·多明戈·庇隆与夫人伊莎贝尔·庇隆和罗马尼亚社会主义共和国国务委员会主席尼古拉·齐奥塞斯库与夫人埃列娜·齐奥塞斯库在布宜诺斯艾利斯的合照。

1974年5月，庇隆向国会提交了“阿根廷式的国家项目”（Modelo argentino para el Proyecto Nacional），其中阐述了独立于大国的外交政策，重新发起“第三位置”学说。为了展示这一独立政策，并为阿根廷产品的安置和技术转让获得新市场，他与东欧国家建立了联系。
1974年3月，庇隆接见了罗马尼亚社会主义共和国国务委员会主席尼古拉·齐奥塞斯库，授予他圣马丁将军勋章并签署了经济协议。
何塞·贝尔·格尔巴德被派往苏联执行外交使命，在那里他会见了勃列日涅夫、柯西金和波德戈尔尼（当时苏联最高领导人物）并于1974年5月7日签署了一个协议并成立阿根廷－苏联混合委员会。格尔巴德还为大萨尔托水电站争取到苏联企业Energomashexport（Энергомашэкспорт）的12台水轮机。外交任务还包括波兰、匈牙利和捷克斯洛伐克，并签署了一系列科技经济合作协议。这些市场的重要性在于它们与阿根廷农业生产的互补性，阿根廷的外汇将允许进口苏联技术用于水电企业。

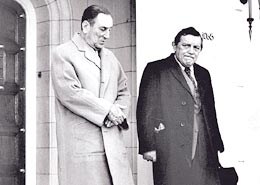
庇隆与经济部长何塞·贝尔·格尔巴德。

1974年6月11日，英国和阿根廷在最严格的保密条件下谈判马尔维纳斯群岛主权移交。英国大使唐纳德·霍普森奉外交部指示，向阿尔贝托·维涅斯外长提交了一份秘密报告，提议建立一个两国同时行使主权的共管领土。 该领土将由英国女王陛下和阿根廷共和国总统阁下共同管理，官方语言会是西班牙语和英语，而岛民将拥有双重国籍，岛屿总督将由女王和阿根廷总统交替任命。
阿根廷外交部于6月19日对该提案提出修改意见，使事情朝着有利于阿根廷立场和更快的最终解决方案的方向。该谈判在1974年7月1日庇隆去世和8月26日霍普森大使去世后，以失败告终。伊莎贝尔·庇隆的上任，造成了一股政治不确定性的气氛，这就是英国外相詹姆斯·卡拉汉向霍普森发送电报的原因，称：“尽快利用这次机会，因为几周内会发生政府轮替或政变”。该部门甚至准备了一个方案，共同宣布“新一轮谈判，以探讨在最终英阿共管的情况下向马尔维纳斯群岛居民提供的保障和保证”。
在伊莎贝尔·庇隆任总统期间，阿根廷外债大幅增长，并在欧洲共同市场决定停止购买阿根廷肉类而爆发经济危机。

### 国家重组进程（1976年－1983年）
国家重组进程独裁政府计划将阿根廷变为新自由主义，并以对抗左翼团体为借口，实行种族灭绝。这场战争发生在冷战的背景下，其中苏联支持社会主义革命，而美国支持军事干预。但由于阿根廷侵犯人权，美国决定对阿根廷实施经济制裁。赛勒斯·万斯在1977年2月公布行政决定，将杰拉尔德·福特政府的安全援助计划（Security Assistance Program）中建议的3200万美元信贷减少到仅1570万美元。在这情况下，魏地拉政府于1977年3月1日决定拒绝所有美国经济援助。最终1987年9月30日，美国国会决定“惩罚”阿根廷军政府一再侵犯人权的行为，并禁止向阿根廷提供所有武器供应。

#### 马岛战争
1982年4月2日，军政府对马尔维纳斯群岛进行了军事占领，驱逐了英国总督，开始了马岛战争。
1982年6月14日，随着阿根廷军队在马尔维纳斯的投降，战争结束。最后这些岛屿（包括南乔治亚岛、南桑威奇和奥罗拉岛）重新回到英国的管理，战争导致了649名阿根廷士兵、255名英国士兵和3位平民的死亡。在阿根廷这场战争加快了军政府的垮台和雷纳尔多·比尼奥内将军的上任，开始了民主制度的回归。在国际层面，马尔维纳斯战争导致了美洲互助条约的结束。
此后，马尔维纳斯群岛的主权一直存在争议，虽然这些岛屿仍归英国所有，但阿根廷在联合国和其他国际组织上坚持视其为不可分割的领土的一部分。阿根廷的主张得到了伊比利亚美洲（包括欧洲国家西班牙和葡萄牙）的支持，而英国的立场得到了英联邦的支持。

### 劳尔·阿方辛政府（1983年－1989年）
劳尔·阿方辛政府期间，开始了与巴西的一体化计划，1985年签署了伊瓜苏宣言，1986年签署了阿根廷－巴西一体化计划。后来乌拉圭加入进来，最终建立南方共同市场（梅内姆政府期间）。

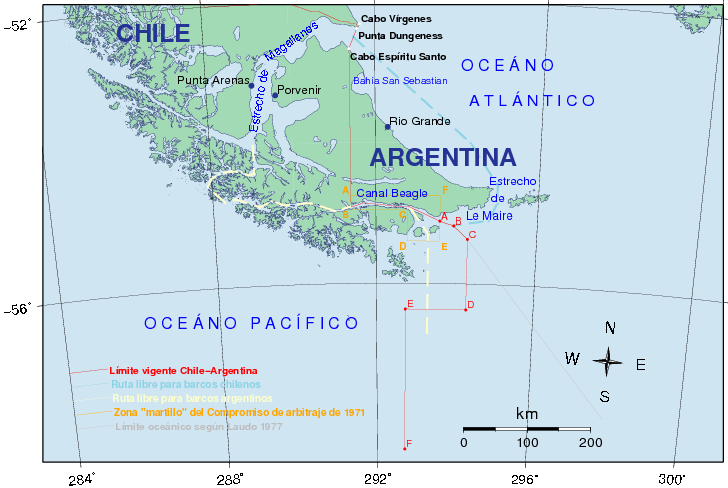
1984年比格尔冲突后的阿根廷和智利边界地图。

与智利在比格尔上的边界分歧引发的比格尔冲突，使阿根廷处于战争的边缘。为了解决争端，决定接受教皇的调解。为此阿方辛决定通过不具约束力的公民投票来决定。公投最终以81%的“赞成”教皇提案结束。四天后的1984年11月29日，阿根廷和智利签署和平友好条约。
他还试图组建外债谈判联合集团，但由于各国情况不同，这项尝试没有成功。
阿根廷、巴西、秘鲁和乌拉圭支持孔塔多拉集團，该组织寻求在中美洲建立和平与民主。这四国被称为支持孔塔多拉集团。

#### 与意大利的关系
1981年11月3日，阿根廷共和国政府在布宜诺斯艾利斯与意大利签署了“社会保障协议以及附加议定书”（第22,861号法），规定“两个缔约国的工人，无论居住地如何，无限制，皆有权获得社会保障福利。”

### 卡洛斯·梅内姆政府（1989年－1999年）

南方共同市场旗帜。

阿根廷与巴西、巴拉圭和乌拉圭共同组建南方共同市场。
在卡洛斯·梅内姆执政期间，阿根廷放弃不结盟运动，开始与美国建立重要关系。阿根廷在马尔维纳斯战争八年后（1990年）与英国重新建交。
阿根廷是唯一参加1991年海湾战争的拉丁美洲国家。阿根廷通过士兵、工程师、警察和宪兵，与联合国一同在萨尔瓦多、洪都拉斯、尼加拉瓜、危地马拉、厄瓜多尔、秘鲁、西撒哈拉、安哥拉、科威特、塞浦路斯、克罗地亚、科索沃、波斯尼亚和黑塞哥维那和东帝汶等世界各地的维和行动提供协助。

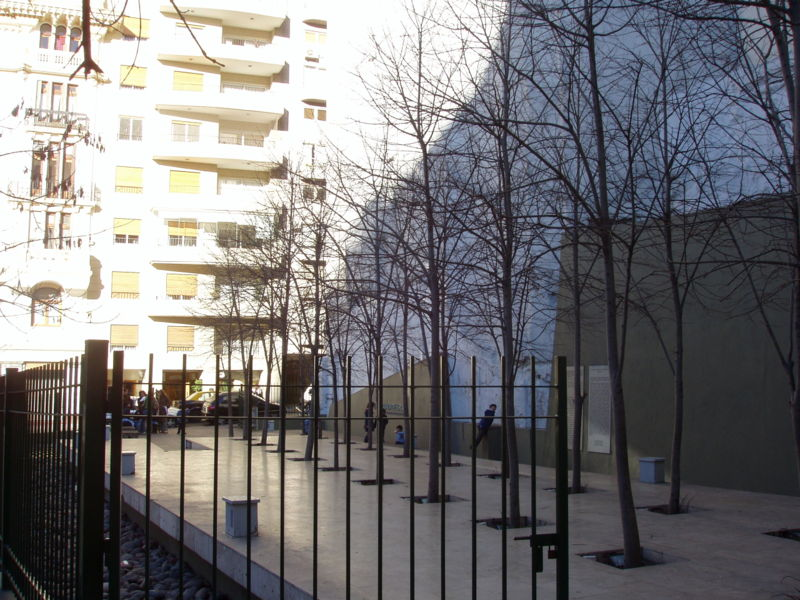
布宜诺斯艾利斯以色列大使馆广场上的椴树，以纪念在以色列大使馆袭击中的罹难者。

1992年和1994年发生了以色列大使馆爆炸案以色列互助协会爆炸案。尽管案件仍在审理中，但主要怀疑伊斯蘭恐怖主義组织，动机来自上述的海湾战争。
美国总统比尔·克林顿为表彰阿根廷在国际安全和维和的贡献，于1998年1月指定为主要非北約盟友。
在联合国，阿根廷支持美国提出的政策，其中包括谴责古巴不遵守人权、打击国际恐怖主义和贩毒。
1998年11月，阿根廷主持第四届联合国气候变化大会，并成为世界上最早采取减少温室气体排放措施的国家之一。
阿根廷反对核武器扩散，并捍卫南美洲稳定。1990年代，阿根廷加强了与巴西的关系。在阿根廷智利边境问题上，与智利发生了争执。阿根廷还平息了厄瓜多尔和秘鲁之间的冲突。但由于阿根廷总统梅内姆及其政府成员被指控向厄瓜多尔和克罗地亚非法出售武器，使阿根廷为冲突调解人的声誉受损。
1998年，总统梅内姆对英国进行国事访问，威尔士亲王查尔斯随后访问阿根廷。1999年，两国同意使自1982年以来一直被封锁的马尔维纳斯群岛通行正常化。阿根廷还是美洲国家首脑会议的大力支持者，并主持了自由贸易协定。

### 费尔南多·德拉鲁阿政府（1999年－2001年）

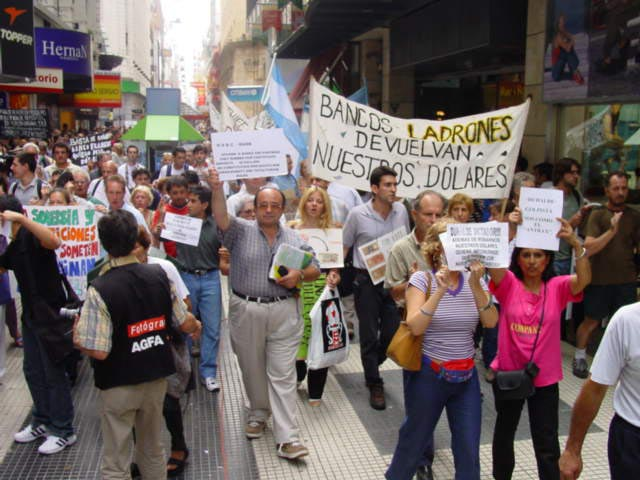
2002年初，反对Corralito政策而敲锅打铁。

在费尔南多·德拉鲁阿政府期间，维持了在前任政府的与美国的结盟。
2001年9月11日袭击事件发生后，阿根廷政府在联合国的投票中显示出自己是美国的“坚定盟友”。随着多明戈·卡瓦洛于2000年出任经济部长，阿美关系得到加强，并决定让阿根廷加入美洲自由贸易区，这项决定使阿巴关系蒙上阴影。阿根廷通过南方共同市场与欧盟进行谈判。
阿根廷过度负债以及日益增长的国家风险导致了外国信贷的取消，导致了2001年底的一场严重的经济危机，迫使德拉鲁阿提前放弃权力。根据一些分析家，阿根廷总统危机（阿方辛和德拉鲁阿的提前辞职）部分解释了外交政策的长期不一致。

### 阿道夫·罗德里格斯·萨阿政府（2001年）
阿道夫·罗德里格斯·萨阿在短短7天的总统任期内，解决了私人债权人的外债违约问题。债务总额为1320亿美元。萨阿还宣布了对包括南方共同市场国家在内的进口商品征收关税的措施，和与国际货币基金组织进行谈判。但由于他匆忙离任，这些措施都没有采用。

### 爱德华多·杜阿尔德政府（2002年－2003年）
爱德华多·杜阿尔德政府恰逢美国在2001年9月11日袭击后的反恐战争和2003年入侵伊拉克，阿根廷放弃了与美国的结盟并在这些冲突中保持中立。

### 内斯托尔·基什内尔政府（2003年－2007年）
南方共同市场成为阿根廷外交政策的一个非常重要的组成部分，旨在形成一个强大的拉丁美洲贸易集团。因此，阿根廷加强与巴西在经济领域关系，但两国在某些方面的分歧产生了一些紧张时刻。阿根廷政府加强了与委内瑞拉的关系，最终委内瑞拉成为南方共同市场的正式成员。

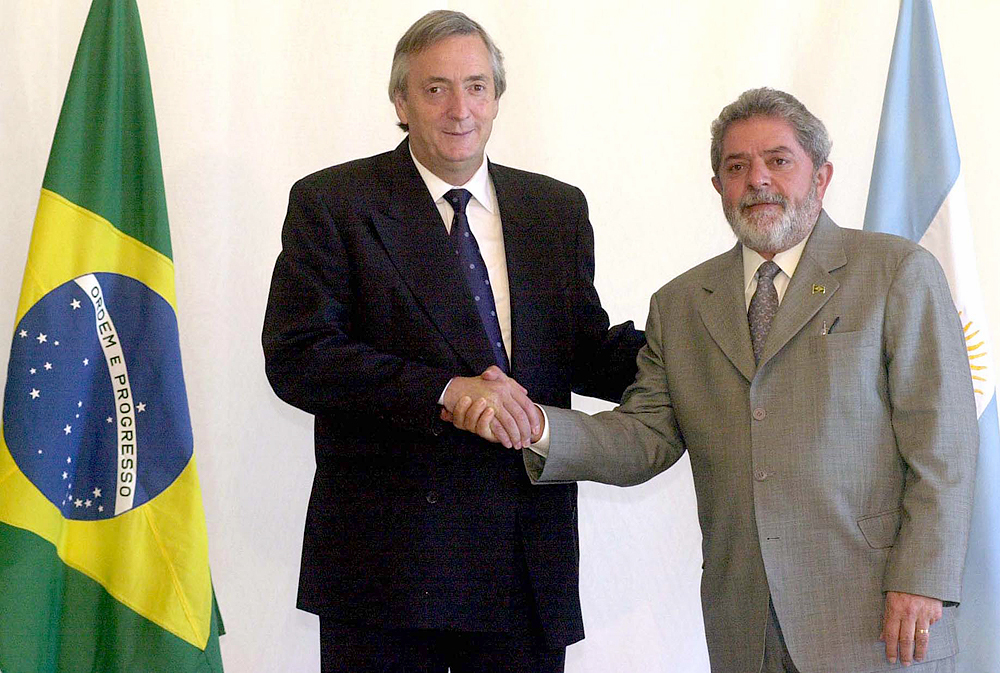
阿根廷总统内斯托尔·基什内尔与巴西总统卢拉·达席尔瓦。

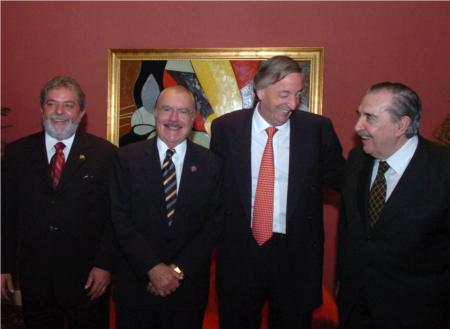
南方共同市场20周年

在杜阿尔德政府和基什内尔政府的艰难谈判后，让外债支付正常化并结束罗德里格斯·萨阿政府的支付停止令。
阿根廷在2005年至2006年间担任联合国安全理事会非常任理事国，在选举新非常任理事国时，阿根廷支持委内瑞拉。
2005年11月4日至5日，第四届美洲首脑会议在马德普拉塔市举行。尽管本次峰会预定主题涉及失业和贫困，但大部分时间集中在美洲自由贸易区相关问题上。本次会议是成功的，因为它标志着南方共同市场成员国与北美自由贸易协定签署国之间的独立性。

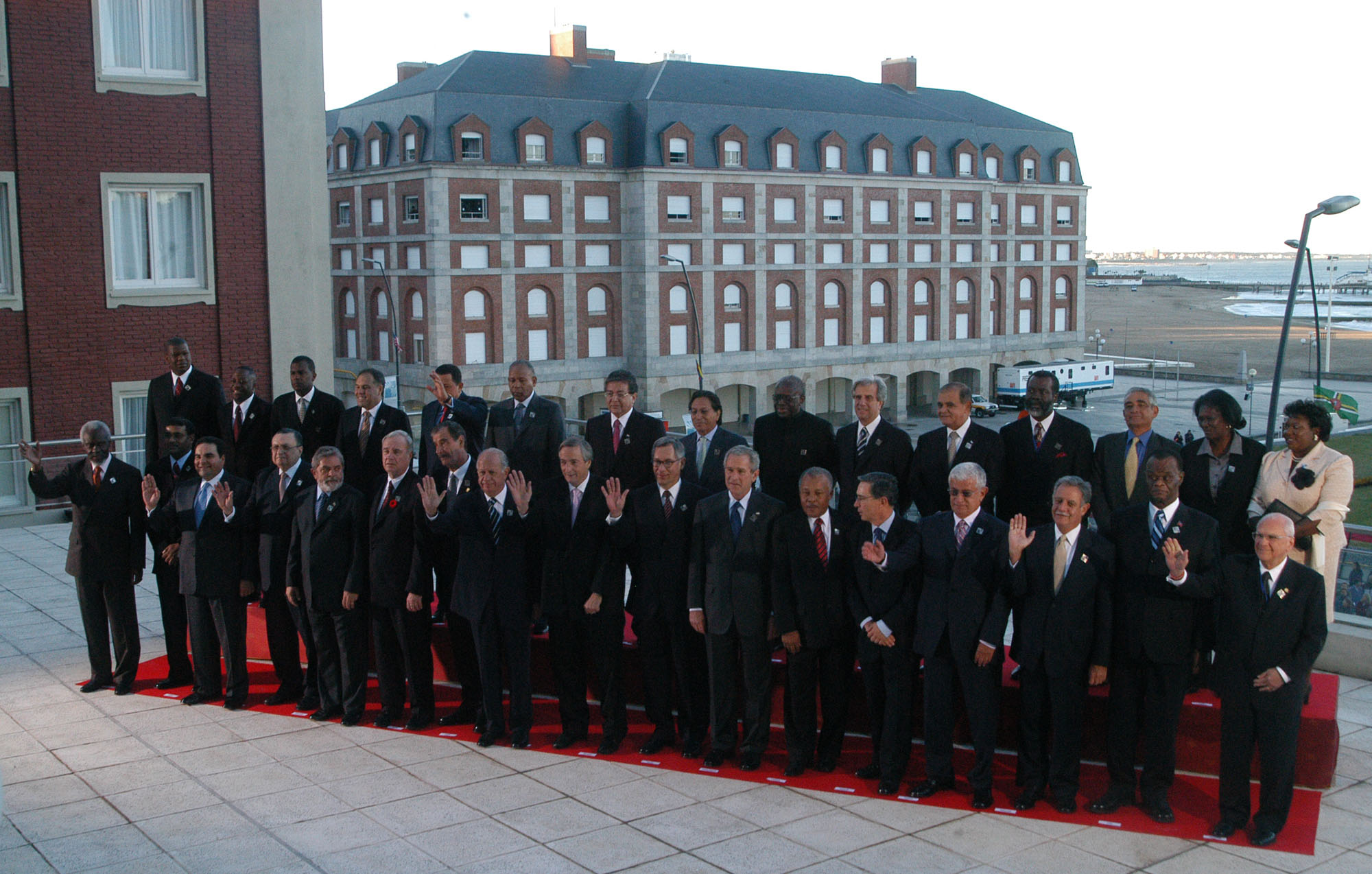
2005年在马德普拉塔举行的第四届美洲首脑会议。

2006年间，由于芬兰公司Metsä-Botnia在乌拉圭弗赖本托斯建设木浆厂，于是阿根廷在国际法院起诉乌拉圭。
2006年黎巴嫩战争停火后，联合国开始组建国际维和部队，以控制以色列占领的黎巴嫩领土，阿根廷与巴西拒绝加入。
2007年8月，圭多·安东尼尼·威尔逊与其他商人乘坐阿根廷官员安排的航班抵达阿根廷，但威尔逊携带着一箱未申报的手提箱，装有790,550美元，抵达后该手提箱被没收。这场丑闻涉及委内瑞拉、阿根廷和美国。根据FBI的说法，为了不让安东尼尼·威尔逊透漏这些美元是“用于阿根廷总统竞选”（被怀疑用于资助克里斯蒂娜·费尔南德斯·德基什内尔）而提供200万美元。

### 克里斯蒂娜·费尔南德斯·德基什内尔政府（2007年－2015年）

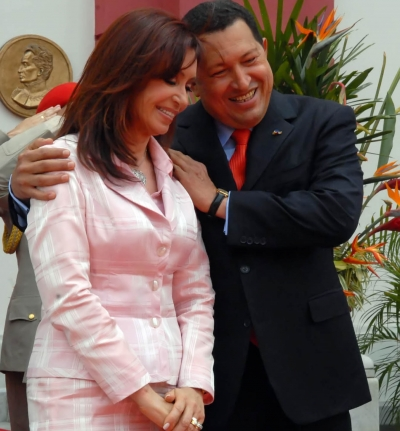
2008年3月，克里斯蒂娜·费尔南德斯·德基什内尔和乌戈·查韦斯。

总体而言，克里斯蒂娜·费尔南德斯·德基什内尔政府保持者上届政府的外交政策。
出于委内瑞拉对外债融资的承诺、政治领导人之间的联系以及降低阿根廷能源风险等多种因素，逐步推进委内瑞拉间的关系。
2010年12月6日，阿根廷政府承认绿线为边界的巴勒斯坦为自由和独立的国家。

## 主权诉求
- 阿根廷声称对联合王国实际控制的马尔维纳斯群岛、南乔治亚和南桑威奇群岛以及其附近海域的小岛屿拥有主权（西班牙语：Cuestión de las islas Malvinas）。
- 阿根廷主张南极洲的一部分领土，但根据《南极条约》，该领土诉求已被冻结。